# Joseph Bates
Pour les articles homonymes, voir Bates.
Joseph Bates (8 juillet 1792 - 19 mars 1872) était un américain, un capitaine de navire et un prédicateur de l'Église chrétienne (aussi appelée la connexion chrétienne) qui participa au mouvement de réveil de William Miller, annonçant le retour du Christ. Il fut le cofondateur, avec  Ellen White et son époux James White, de l'Église adventiste du septième jour. Il est celui qui leur présenta la doctrine du sabbat. Il fut le premier théologien, historien et théoricien de la mission des adventistes du septième jour. Il annonça le message du retour du Christ dans la Nouvelle-Angleterre, au Michigan et au Canada.

## Biographie

### Enfance
Joseph Bates naquit à Rochester dans le Massachusetts, le 8 juillet 1792. Il était le cinquième des sept enfants de Joseph Bates senior et de Deborah Nye Bates. Son père s'était porté volontaire durant la guerre d'indépendance des États-Unis (1775-1783), où il fut promu capitaine dans l'armée. L'année suivante, la famille alla résider à New Bedford, à une dizaine de kilomètres de distance, qui fut renommée Fairhaven en 1812.

### Dans la marine marchande

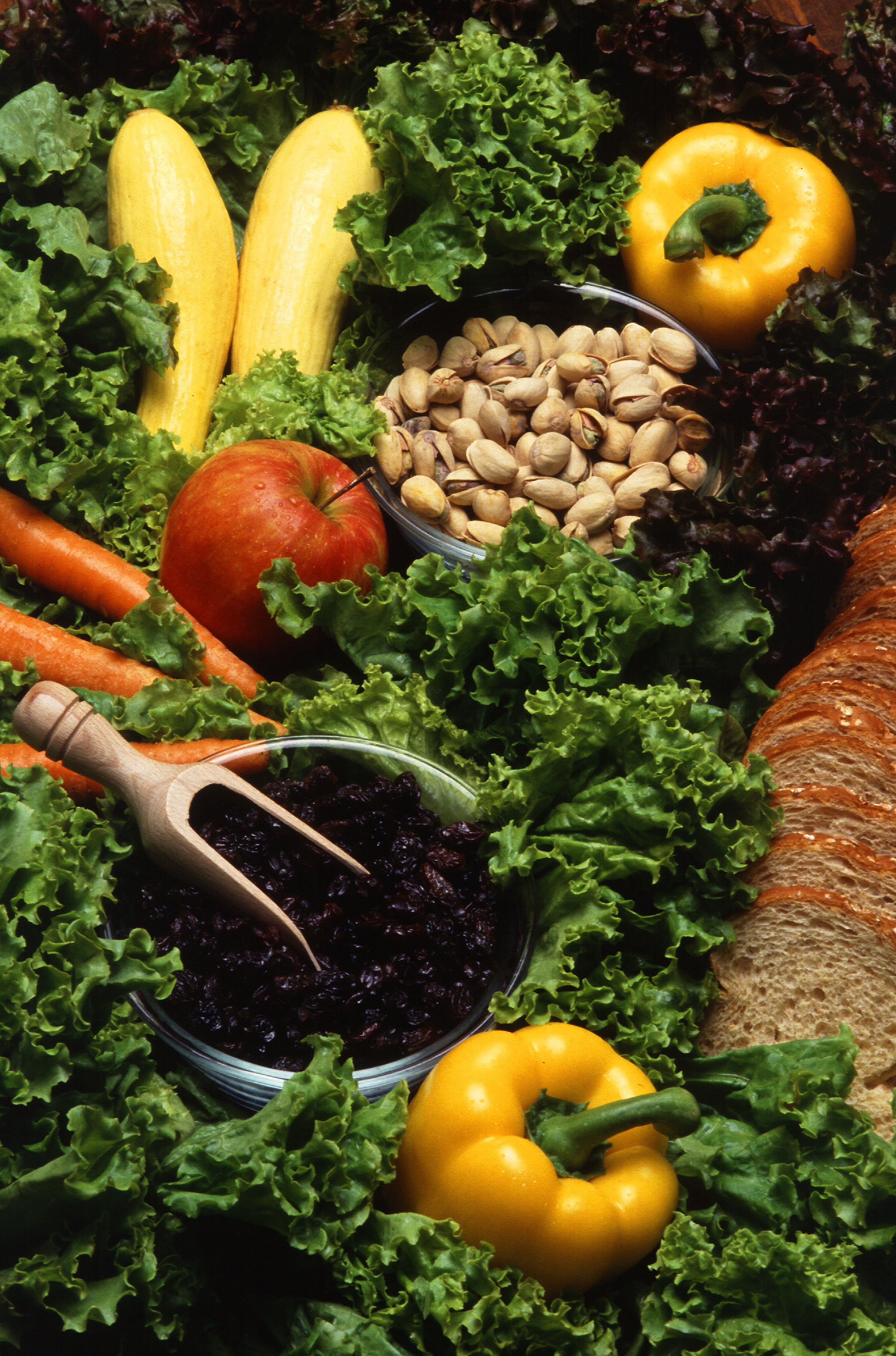
Alimentation végétarienne.

En juin 1807, juste avant d'avoir 15 ans, Joseph Bates s'embarqua comme garçon de cabine sur un nouveau bateau, le Fanny, de la marine marchande, commandé par Ellias Terry, qui passa par New York avant se rendre à Londres. Pendant 21 ans, il sillonna les mers, principalement dans la Caraïbe, l'Amérique du Sud, l'Europe et la Russie, traversant des tempêtes, échappant à plusieurs naufrages et à la mort quand son navire était piégé au milieu de batailles navales entre l'Angleterre, la France et les États-Unis.
Durant la guerre de 1812, le navire de Bates fut capturé par les Anglais, qui le firent prisonnier. Après sa libération, le 27 avril 1815, Bates retourna à Fairhaven. Le 15 février 1818, il se maria à Prudence Nye, une amie d'enfance (elle-même, la fille d'un capitaine de la marine). Six semaines plus tard, il reprit la mer à bord du Franscis F. Johnson. En 1822, il devint capitaine, prenant le commandement d'un navire, le Chatsworth, qui le conduisit dans l'hémisphère Sud, plus loin qu'il n'avait jamais été auparavant. Il développa ainsi une passion pour l'astronomie en contemplant sa voûte céleste différente de l'hémisphère Nord.
Durant ce voyage, un changement d'attitude se produisit chez Bates. Il renonça à la consommation du tabac et de l'alcool (sauf dans un but médicinal), et à la profanité. En 1824, il commença à lire la Bible durant ses voyages quand Prudence, sa femme, glissa un exemplaire du Nouveau Testament dans sa malle personnelle. Bates se convertit alors au christianisme. Au printemps 1827, il fut baptisé par immersion et devint membre de l'Église chrétienne (les connexionistes).
Bates devint un activiste dans les causes de l'abolition de l'esclavage et de la tempérance. Avec une quarantaine de citoyens, il fonda la Société anti-esclavagiste de Fairhaven. Vers 1831, il cessa de boire le thé anglais et le café, les considérant comme l'un des « plus puissants poisons du royaume végétal ». Il abandonna l'usage du beurre, de la graisse, du fromage, des tartes et des gâteaux riches en crème. Plus tard, il devint végétarien, sans doute influencé par les idées de réformateurs sanitaires aux États-Unis comme Sylvester Graham.

### Le mouvement millérite
Mais pour Bates, la plus grande réforme fut ce qu'il appela « la réforme ultime » : la préparation au retour du Christ. En automne 1839, il entendit parler de William Miller qui annonçait que la venue de Jésus se produirait vers 1843. Au départ, il rejeta l'idée mais quand quelqu'un lui dit que Miller utilisait beaucoup de textes bibliques pour soutenir son enseignement, il écouta les messages d'un prédicateur connexioniste et fut « profondément intéressé ». Il lut le livre de Miller, Évidence des Écritures et de l'histoire de la seconde venue de Christ, vers l'an 1843, et accepta son enseignement.
Vers la mi-1840, Bates devint un distributeur de Signs of the Times, le principal périodique millérite, et un dirigeant millérite, officiant aux camp-meetings. Se lançant à fond, il dépensa toute sa fortune pour faire connaître le message du retour du Christ.

### La découverte du sabbat
Après le grand désappointement d'octobre 1844, Joseph Bates chercha la raison de ce qui s'était produit. Alors que les dirigeants millérites, William Miller, Joshua Himes et Dr Josiah Litch, estimèrent qu'il ne s'était rien passé, il ne partagea pas cet avis. Il continua à étudier la Bible afin d'y voir plus clair. En avril 1845, il lut un article de Thomas Preble (un prédicateur baptiste qui accompagna parfois William Miller dans ses voyages) dans un journal millérite, Hope of Israel, ainsi qu'une brochure du même auteur. Dans ces écrits, Preble présentait le sabbat (samedi) comme étant le jour biblique d'adoration.
Voulant en savoir davantage, en avril ou en mai 1845, Joseph Bates rendit visite à Frederick Wheeler, un pasteur méthodiste et millérite, qui se mit à observer le sabbat en mars 1844 après des conversations avec Rachel Oaks (ou Oakes), une baptiste du septième jour, qui deviendra une adventiste du septième jour en 1868. Il avait entendu parler de l'Église de Wheeler à Washington dans le New Hampshire, la première congrégation millérite sabbatiste. Après une étude de la Bible entre les deux hommes, Bates se mit à observer le sabbat.
Bates est parfois appelé « l'apôtre du sabbat », tant il fit des recherches sur le sujet. Convaincu qu'il s'agissait d'un enseignement biblique à restaurer, il écrivit plusieurs brochures, notamment The Seventh-day Sabbath, A Perpetual Sign (Le sabbat du septième jour : un signe perpétuel), publié en août 1846 et augmenté trois fois par la suite. Pour Bates, le sabbat fut plus qu'un jour universel d'adoration. Il y vit un mémorial de la création et un signe d'allégeance à Dieu dans le débat eschatologique. Il connecta théologiquement le sabbat à la compréhension unique des adventistes du septième jour sur la doctrine du sanctuaire céleste. Cette compréhension théologique fut appelée plus tard "le thème de la grande controverse entre Christ et Satan".
Au printemps 1846, Bates fit la connaissance d'Ellen Harmon (qui se maria en août 1846 à James White), qui en tournée dans le Massachusetts, le visita dans sa maison à Fairhaven. Il en profita pour lui parler du sabbat, mais elle ne comprit pas l'importance qu'il accordait à ce jour de repos. Il lui sembla que Bates donnait plus de valeur au quatrième commandement de la loi de Dieu qu'aux neuf autres.
En août 1846, James White visita Bates à son tour, qui profita de l'occasion pour lui offrir son livre tout juste publié sur le sabbat. James et Ellen White le lurent et se mirent aussitôt à observer le sabbat. À ce moment-là, une cinquantaine de millérites l'observent comme jour d'adoration. De son côté, Bates reconnut à Ellen White le don de prophétie.

### La découverte de la doctrine de l'instruction du jugement
Vers la fin de 1846, Bates lut un article d'Owen Crosier sur l'instruction du jugement dans le Day Star, un journal millérite, indiquant qu'en octobre 1844, Jésus avait commencé l'instruction du jugement dans le lieu très saint du sanctuaire céleste (Daniel 7.9-14), une procédure au cours de laquelle les rapports de la vie des êtres humains étaient examinés. La « purification du sanctuaire » était celle du sanctuaire céleste, et non l'Église ou de la terre, comme William Miller le croyait. Le sanctuaire terrestre était rituellement purifié au Yom Kippur (le jour des expiations), qu'on  appelait « le jour du jugement ». Les millérites ne s'étaient pas trompé sur la date mais sur la nature de l'évènement. Considérant cet article comme "supérieur à tout" ce qui fut écrit auparavant sur Daniel 8.14, Bates le recommanda chaudement aux millérites.
La doctrine de l'instruction du jugement n'était pas une nouveauté au sein du millérisme. Dès 1841, Dr Josiah Litch parla d'un jugement antérieur à la résurrection des sauvés et au retour du Christ. Mais les millérites n'y prêtèrent pas grande attention et ne virent pas une connexion entre le jugement de Daniel 7.9-14 et la purification du sanctuaire de Daniel 8.14.
En 1847, Bates tira les enseignements du mouvement de réveil millérite dans le livre Second Advent Way Marks and High Heaps (Les balises et les signaux de la seconde venue), la première analyse historique d'un adventiste sabbatiste sur cette période. Il décrivit l'histoire du millérisme comme un parcours balisé de signaux prophétiques inaugurant une proclamation mondiale du retour du Christ. Il déplora que la majorité des millérites, voulant s'extraire aux moqueries, se détournèrent de cette mission essentielle. Il demeura toute sa vie fermement convaincu : les signes des temps montraient que l'avènement du Christ était proche.

### À la direction du groupe fondateur adventiste
Avant l'organisation officielle de l'Église adventiste du septième jour en 1860, Bates présida le plus souvent les convocations des adventistes. En 1848-1850, il dirigea les "conférences du sabbat et du sanctuaire" dont le but était d'effectuer des recherches bibliques et de rassembler tous les « amis du sabbat ». Au cours de ces rassemblements, les adventistes s'unirent autour de plusieurs doctrines : le retour du Christ (sans fixer de date), le sabbat, l'immortalité conditionnelle et les dons spirituels. Comme ses anciens confrères connexionistes, Bates fut un restaurationiste, adhérant fortement aux principes de la liberté de conscience, de la Bible comme unique credo et de la restauration des enseignements de l'Église chrétienne primitive.
Durant la décennie 1850, il voyagea beaucoup et travailla sans relâche pour annoncer la nouvelle du retour du Christ dans de nouveaux territoires. En juillet 1851, il procéda avec James White à la première ordination d'un prédicateur adventiste (Washington Morse). Il fut le premier adventiste en 1852 à convertir quelqu'un, le presbytérien David Hewitt, dans le village de Battle-Creek dans le Michigan, qui deviendra quelques années plus tard le quartier général de la future Église adventiste du septième jour.

### Dernières années
Après l'organisation de la Conférence générale de l'Église adventiste en 1863, Bates fut relativement plus en retrait de la direction. Mais il continua sans relâche à se rendre de maison en maison, présentant le message du retour du Christ. La mort de Prudence, son épouse, en août 1870, ne freina pas son activité débordante. Il mourut le 19 mars 1872 à 80 ans.

## Contribution à l'adventisme du septième jour

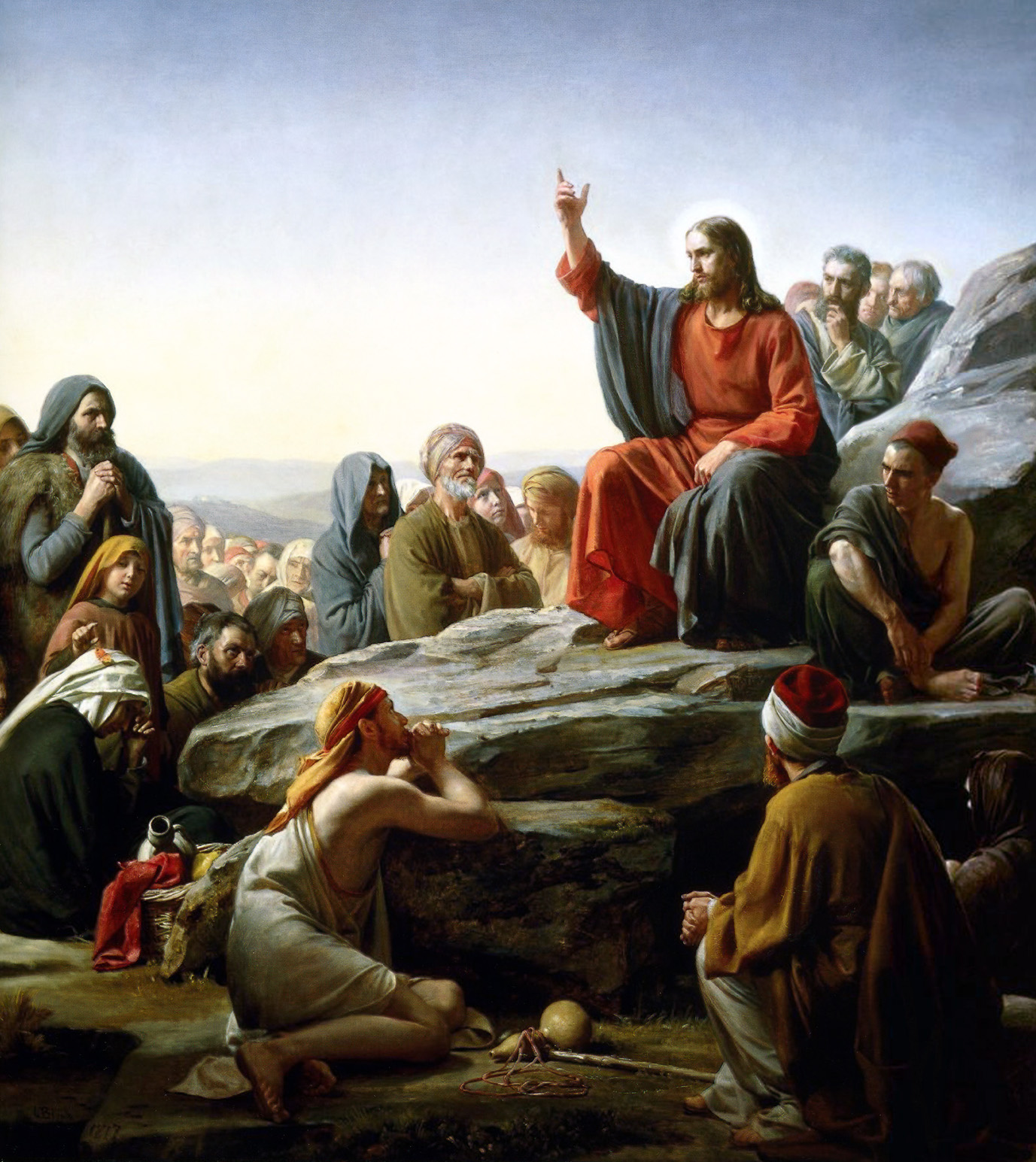
Joseph Bates s'efforça de revenir aux enseignements primitifs du christianisme.

### Une théologie bibliciste
Le mot d'ordre de la Réforme protestante fut Sola Scriptura, "la Bible seule" comme seule règle de foi et de conduite. Les connexionistes poussèrent plus loin ce raisonnement en proclamant : « la Bible est notre seul credo ». Joseph Bates partagea totalement ce principe. Il se défia des formulations théologiques qui fermaient rigidement le champ de l'exploration biblique. Comme William Miller, et Martin Luther avant lui, il adhéra pleinement au principe que « la vérité est progressive ». Il lança avec audace parmi les adventistes une recherche intensive des enseignements des Écritures.

### Une théologie apocalyptique
Joseph Bates établit le fondement théologique de l'adventisme du septième jour. Sur la lancée de la pensée millérite, il lui donna une compréhension distinctement prophétique. Vers 1847, il formula une théologie apocalyptique, combinant l'histoire, la théologie et la prophétie. Il vit l'histoire comme "l'histoire du salut", une succession d'évènements majeurs prédits par la Bible, prévus par Dieu, culminant avec les derniers évènements annoncés dans l'Apocalypse, et le plus notoirement par le retour du Christ. 

### Une théologie de l'espérance
La vision prophétique de Joseph Bates fut foncièrement optimiste. Sa compréhension de l'Apocalypse (le mot signifie « révélation ») n'était pas catastrophiste mais positive. Cette confiance se forgea dans l'assurance que Dieu est maître de l'histoire et qu'il contrôle les évènements. Ainsi pour lui, la fin de l'histoire culminera par le triomphe du Christ, et du bien sur le mal. Au contraire de la pensée millénariste dominante de l'époque, Bates n'attendait nullement l'imminence d'un millénaire de paix sur terre, ni un règne terrestre du Christ. Comme les millérites, il soulignait que les "signes des temps" indiquaient à la fois une dégradation du monde présent et la proximité de la venue du Christ qui éliminerait toutes les traces des effets du mal.

### Une théologie du grand conflit cosmique
Joseph Bates fut le premier adventiste à développer le thème, fondamental dans la théologie adventiste, de la grande controverse entre Christ et Satan. En janvier 1847, dans une nouvelle édition du Seventh-day Sabbath, A perpetual Sign, il présenta Apocalypse 12-14 dans le contexte de ce conflit cosmique. Durant son ministère, Ellen White développera considérablement cette compréhension du contexte global de l'histoire du salut.

### Une théologie du sabbat
Joseph Bates fut le premier adventiste à établir une connexion entre le sabbat et les enjeux eschatologiques d'Apocalypse 12-14, en tant que mémorial de la création, jour de repos et d'adoration, sceau de Dieu et signe de fidélité. Il fut le premier à souligner la permanence des principes de la loi morale, exprimée dans les dix commandements (Exode 20).

### Un précurseur de la réforme sanitaire
Joseph Bates fut très en avance sur les adventistes du septième jour dans la pratique personnelle des principes de la tempérance, notamment le végétarisme. Cependant, il demeura discret sur cet aspect, ne souhaitant pas créer des dissensions sur un sujet qu'il considérait moins crucial que d'autres. Mais quand Ellen White lança le mouvement de réforme sanitaire au sein de l'Église adventiste, il s'engagea activement pour le promouvoir.

## Écrits de Joseph Bates
- 1846 - The Opening Heavens Or, A Connected View of the Testimony of the Prophets and Apostles.
- 1846 - The Seventh Day Sabbath: A Perpetual Sign from the Beginning to the Entering Into the Gates
- 1847 - Second Advent Way Marks and High Heaps
- 1847 - A Word to the "Little Flock" (avec James and Ellen White)
- 1848 - A Vindication of the Seventh-Day Sabbath and the Commandments of God
- 1849 - A Seal of the Living God
- 1850 - An Explanation of the Typical and Anti-Typical Sanctuary
- 1868 - The Autobiography of Elder Joseph Bates

## Biographies
- Joseph Bates, The Autobiography of Elder Joseph Bates, Battle Creek : Battle Creek Steam Press, 1868 (autobiographie republiée et annotée en 2004 par Andrews University Press).
- Godfroy Anderson, Outrider of the Apocalypse: Life and Times of Joseph Bates, Washington : Review and Herald Publishing Association, 1972.
- George Knight, Joseph Bates : The Real Founder of Seventh-day Adventism, USA : Review and Herald Publishing Association, 2004.
- Adventist Heritage : Footsteps of the Pioneers- Joseph Bates, 2002-2006.